# Tipula (Eumicrotipula) barretoi
Tipula (Eumicrotipula) barretoi is een tweevleugelige uit de familie langpootmuggen (Tipulidae). De soort komt voor in het Neotropisch gebied.